# 33789 Sharmacam
1999 SD8 (asteroide 33789) é um asteroide da cintura principal. Possui uma excentricidade de 0.14276690 e uma inclinação de 6.88901º.
Este asteroide foi descoberto no dia 29 de setembro de 1999 por LINEAR em Socorro.